# مهر ملی برزیل
مهر ملی برزیل (به پرتغالی: Selo Nacional do Brasil) یکی از نمادهای ملی برزیل است که بر روی چندین سند رسمی مانند مدارک فارغ‌التحصیلی، اسناد کنسولی و دیپلماتیک، فرم‌های سربازی و غیره نمایش داده شده است. با این حال، در بیشتر اسناد به جای مهر ملی، نشان ملی نشان داده شده است.

## تاریخچه

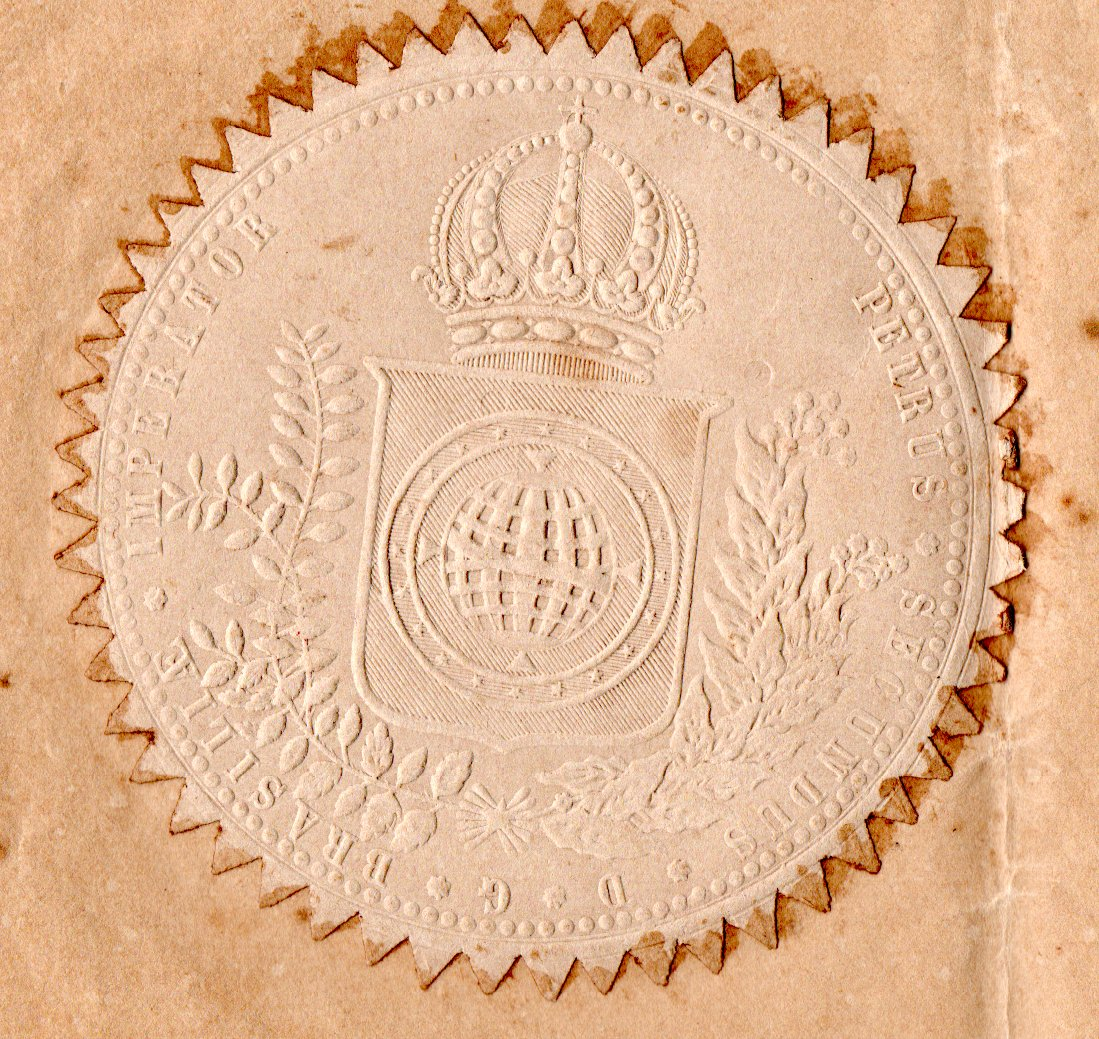
تمبر ملی ۱۸۷۱

### دوره شاهنشاهی
استفاده از مهر در اسناد رسمی از امپراتوری برزیل گرفته شده است که در آن از مهر برجسته به شکل نشان امپراتوری استفاده شده است. این در یک لفاف بسته‌بندی‌شده بود و معمولاً با جملاتی به زبان لاتین یا پرتغالی در مورد امپراتور ساخته می‌شد، به عنوان مثال: «پدرو دوم، امپراتور مشروطه برزیل» یا «پدرو دوم - مدافع همیشگی برزیل». مهر دوران امپراتوری توسط اعلامیه وزارتی که توسط لوئیس پریرا دا نوبرگا د سوسا کوتینیو در ۲۴ اکتبر ۱۸۲۲ امضا شد ایجاد شد.

### جمهوری
طرح مهر ملی همچنین در سمت عقب مهر بزرگ اسلحه جمهوری فدرال برزیل (که تصویر نشان ملی این کشور را در طرف مقابل دارد) نشان داده شده است و توسط ریاست جمهوری استفاده می‌شود. جمهوری اسناد رسمی را همراه با امضای رئیس‌جمهور، مانند اسناد تصویب معاهدات بین‌المللی، تأیید کند.
موم یا قالب چاپ شده مهر ملی نیز برای تأیید اعتبار نسخه اصلی قوانین اعلام شده توسط رئیس‌جمهور برزیل استفاده می‌شود.
مهر ملی، همراه با پرچم، سرود و نشان ملی کشور، از زمان تشکیل جمهوری برزیل رسماً به عنوان نماد ملی شناخته شده است. ظاهر و طراحی آن توسط قانون تنظیم می‌شود.